# Onthophagus cyaneiceps
Onthophagus cyaneiceps là một loài bọ cánh cứng trong họ Bọ hung (Scarabaeidae).